# Ржевский, Иван Константинович Воин
Иван Константинович Ржевский по прозванию Воин — воевода и наместник во времена правления Ивана IV Васильевича Грозного.
Из дворянского рода Ржевские. Единственный сын Константина Васильевича Ржевского.

## Биография
В 1566 году освобождён из польского плена под честное слово и после возвратился опять к полякам. В 1570-1571 годах наместник в Ряжске. С весны 1574 года воевода в Мценске и указано ему идти в сход с украиными воеводами, а по сходу быть третьим воеводою Сторожевого полка, а при сходе с большими воеводами, то быть ему воеводою войск левой руки с князем Хованским. В 1575-1576 годах наместник в Ряжске и при сходе с украиными воеводами был третьим воеводою Передового полка.

## Семья
От брака с неизвестной имел детей:
- Ржевский Иван Иванович — в 1602 году второй объезчик в Москве в Китай-городе.
- Ржевский Василий Иванович.
- Ржевский Афанасий Иванович.

## Критика
В интернете, на некоторых сайтах, без ссылок на источник, можно встретить информацию о том, что Ржевский Иван Константинович Воин был казнён по приказу Ивана Грозного между 1574-1584 годах. В Синодике опальных людей, среди казнённых в 1569-1571 имеется Иван Ржевский, но без указания Отчества, поэтому вопрос о его казни остаётся открытым.